# Afrolasioptera tumida
Afrolasioptera tumida är en tvåvingeart som beskrevs av Dorchin 2007. Afrolasioptera tumida ingår i släktet Afrolasioptera och familjen gallmyggor. Inga underarter finns listade i Catalogue of Life.